# Taïfa de Saragosse
Pour les articles homonymes, voir Saragosse (homonymie).
1018–1110
Entités précédentes :
- Califat de Cordoue

Entités suivantes :
- Almoravides

La taïfa de Saragosse (ou taifa de Saraqusta) est un royaume musulman indépendant situé à l'est de l'Espagne de 1018 à 1110. 
Il naît en 1018 sur les décombres du Califat Omeyyade de Cordoue. Durant les trois premières décennies, la ville est dirigée par les arabes yéménites Toujibides, supplantés par la suite par la dynastie de la même origine des Houdides. Finalement le royaume est conquis par les Almoravides en 1110.

## Démographie

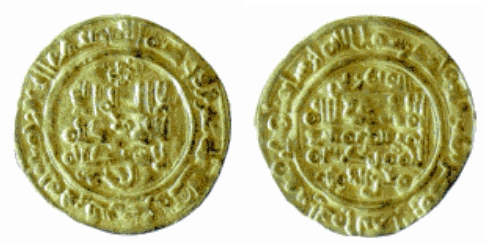
Dinar d'or datant de 1029

Lors de l'arrivée des Maures au VIIIe siècle, la ville de Saragosse en ruines, compte 10 000 habitants. Durant les deux premiers siècles, la ville connaît une lente croissance démographique pour arriver à 15 000 habitants à la fin du Xe siècle. C'est l'indépendance de la taïfa qui permet l'accélération de la progression démographique qui atteindra 25 000 habitants à son apogée.

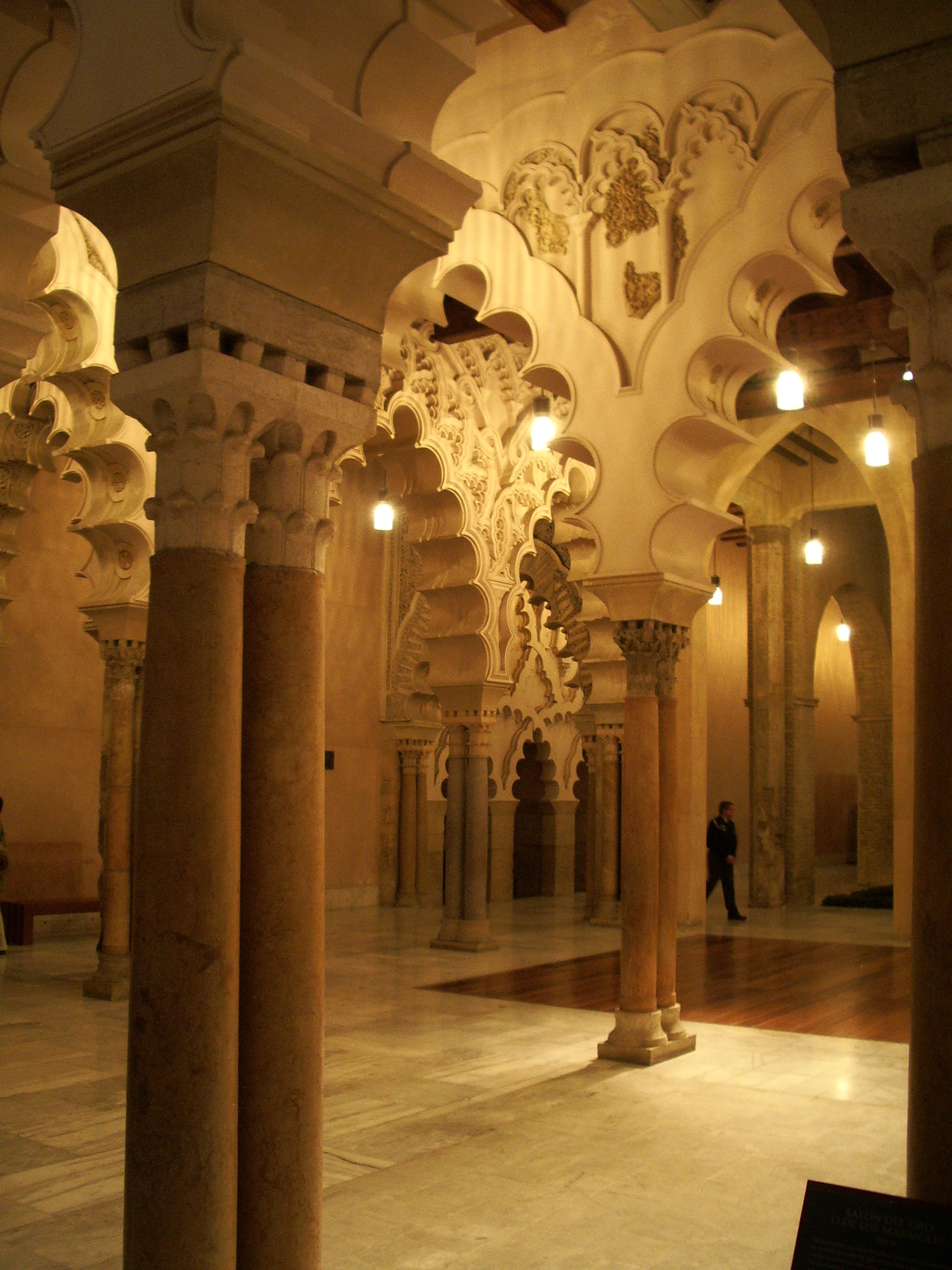
Palais de l'Aljaferia

La population est très hétéroclite. La classe dirigeante (Yassa), moyennement nombreuse, provient de lignées arabes du sud de la péninsule arabique (Yémen actuel) mais aussi du nord de l'Arabie et de Syrie. Le peuple majoritairement chrétien composé de paysans, commerçants, artisans mais aussi de nobles issus d'anciennes lignées romaines ou wisigothes est incité à se convertir à l'islam, en particulier pour bénéficier de l'exemption fiscale. 
Les Juifs, réprimés durant la période wisigothique, voient leur situation nettement s'améliorer. Spécialisés dans le commerce, la finance, la politique et la culture, leur langue sémitique leur permet de nouer rapidement des relations avec les nouveaux dirigeants.

## Économie
Le taïfa de Saragosse est le premier État indépendant né de la disparition du califat à frapper sa propre monnaie d'or.

## Liste des émirs

### Dynastie Tujibid
- Mundir I al-Tuybi al-Mansur : 1013-1021/2
- Yahya : 1021/2-1036
- Mundir II : 1036-1038/9
- 'Abd Allah : 1038/9

### DynastieHoudide
- Suleiman Al-Mustain I ibn Hud : 1038/9-1046
- Muhammad al-Hayib Adud ad-Dawla (Calatayud) : 1046/7-1066/7 avec...
- Lubb (Huesca) : 1047-1048 et...
- Mundir al-Hayib al-Zafir Nasir ad-Dawla (Tudela) : 1047-1048/9 et...
- Yusuf al-Muzaffar Sayf ad-Dawla (Lérida) : 1047-1078/81 et...
- Abu Ya'far Ahmad al-Muqtadir : 1046-1081 ou 82/3
- Yusuf al-Mutaman : 1081 ou 82/3-1085
- Ahmad II al-Musta'in : 1085-1110
- 'Abd al-Malik Imad ad-Dawla : 1110-1130
- Abu Dja'far Ahmad Zafadola : 1130-1131 mort vers 1146